# Freyberg-Eisenberg zu Hopferau
Die Ritterherrschaft Freyberg-Eisenberg zu Hopferau entstand 1467, als die Herrschaft Freyberg-Eisenberg unter den Söhnen des Peter von Freyberg-Eisenberg zu Eisenberg geteilt wurde. Dem Sohn Wilhelm fiel dabei der mehr westliche Teil um die väterliche Burg Eisenberg zu, während der andere Sohn Sigmund Güter erhielt, die mehrheitlich eher östlich in der Herrschaft lagen.

## Umfang der Herrschaft

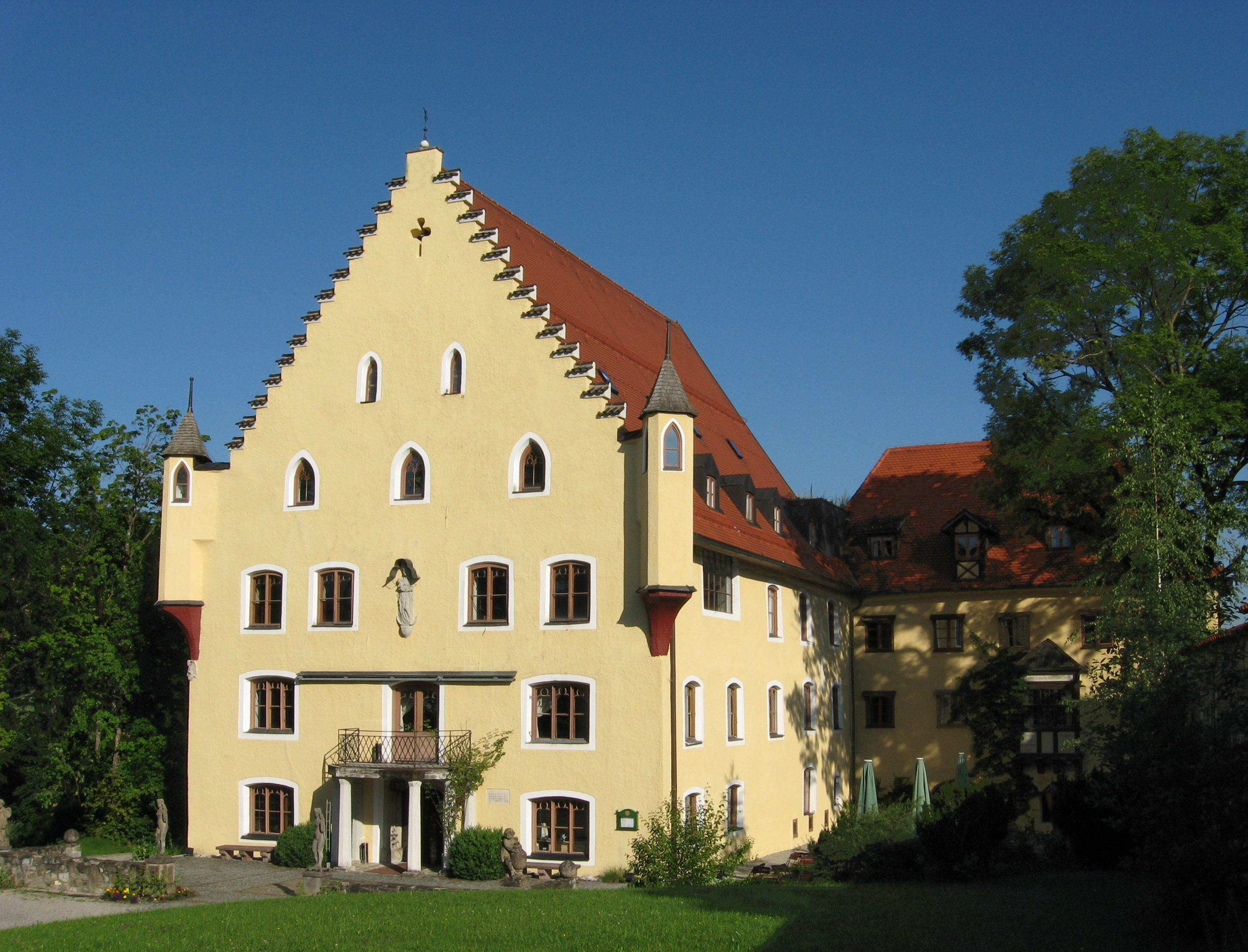
Schloss Hopferau

Der Teilungsbrief von 1467 listet auf, welche Bauerngüter dem Sigmund zugesprochen wurden:
- Lüben [Lieben]: 2 Güter
- Baungarten [Baumgarten]: 1 Gut
- Zell: 2 Güter
- Au Hopferau: 3 Güter, 1 Mühle, 1 Sölde
- Haimen [Heimen]: 5 Güter, 3 Sölden
- Brandegg: 1 Gut
- Im Düll [Unter- und Oberdill]: 3 Güter
- Hopfen: 1 Gut
- Wizner [Weizern]: 2 Güter
- zu den Schradi [Schraden]: 1 Gut
- Lechen [Lehern]: 2 Güter
- Arlazau [Hinterberg]: 1 Gut
- Zwÿselberg [Zwieselberg]: 2 Güter
- Attlesee: 3 Güter, 1 "Speicher" zu Weizern
- Segger Pfarr zum Weg [Weg, Gde. Seeg]: 1 Gut
- Albisried: 4 Güter
- Lengenwang: 4 Güter, 3 Sölden
- Baltarazried [Balteratsried]: 2 Güter, 1 Mühle, 1/2 Einöde (in Humartzried)

Zum Hopferauer Besitz des Sigmund zählten demnach 40 größere Bauerngüter, fünf Sölden und zwei Mühlen, aus denen Bestandsgelder an die Grundherrschaft abzuführen waren. Einkünfte bezog sie auch aus fünf Fischwässern, dem Segger See, dem Schleÿsee, der Grazach, dem Bechlin das hinab rint für Albisried in den Kippach und aus der Kippach selbst. Außerdem gehörten dem Sigmund noch eine ganze Reihe von Eigenleuten (Leibeigene), die ihm eine Leibsteuer zu zahlen hatten.

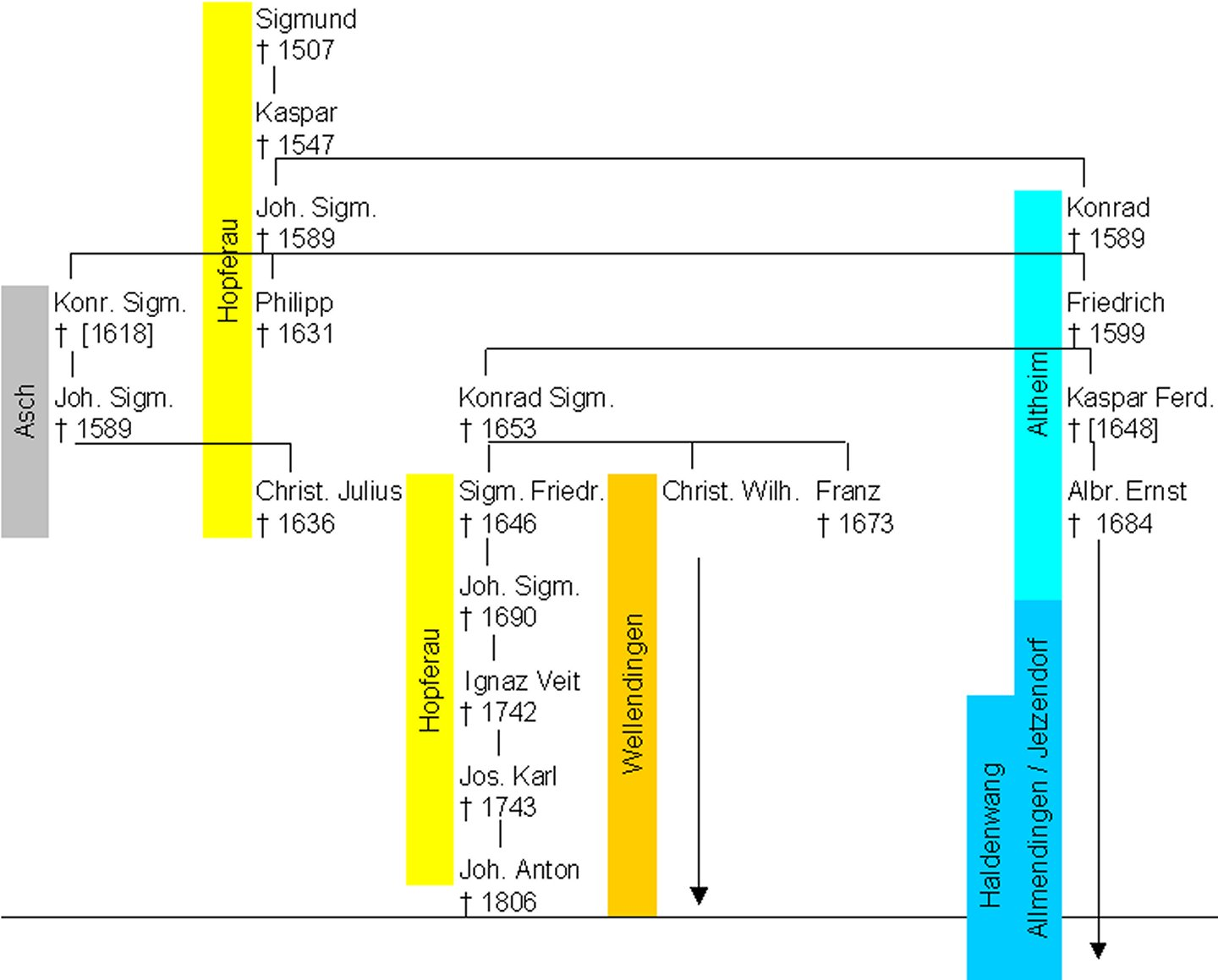
Grafische Darstellung der Linie Freyberg-Eisenberg zu Hopferau mit Seitenlinien

## Inhaber

### Sigmund von Freyberg-Eisenberg zu Hopferau
Der erste Inhaber der neu entstandenen Herrschaft nannte sich "Sigmund von Freyberg-Eisenberg zu Hopferau", weil er das zentral gelegene Hopferau als Verwaltungszentrum auswählte. Vermutlich kurz nach der Teilung 1467 heiratete Sigmund die Dorothea von Thumb von Neuburg. 1468 wird er als "Ritter" bezeichnet. Angeblich war er auch bei den Turnieren in Heidelberg (1481), in Stuttgart (1484) und in Ansbach (1485) dabei.
Sigmund muss eine bedeutende Persönlichkeit gewesen sein. 1474 war er bei der pompösen Hochzeit des Grafen und späteren Herzogs Eberhard von Württemberg dabei. 1481 wird Sigmund als Präsident des Hofgerichtes in Tübingen genannt und 1484 war er württembergischer Pfleger in Schorndorf. Im Alter wählte er offenbar Hopferau zu seinem Hauptwohnsitz aus. Dort hatte er ein neues Schloss erbauen lassen und eine Kirche, für die 1504 die bischöfliche Konzession und Konsekration erfolgt ist. Von Hopferau aus dürfte er 1497/1498 noch das Amt eines Pflegers in Schongau ausgeübt haben. Schon zuvor hatte er in Kaufbeuren ein Haus am Markt in seinen Besitz gebracht. Es dürfte von seinem Vetter Heinrich von Freyberg-Eisenberg zu Hohenfreyberg stammen, der dort mit seiner Frau Klara Honold gelebt hatte und bald vor 1480 gestorben war. Zusammen mit seinem Neffen Peter von Freyberg-Eisenberg zu Eisenberg war Sigmund auch Inhaber der Herrschaft Asch, wo beide 1489–1499 als Gerichts- und Patronatsherren genannt werden. Kurz vor seinem Ableben, vermutlich am Ende des Jahres 1504, veräußerte Sigmund seine Kaufbeurer Behausung an König Maximilian I. Sigmund und seine Frau fanden ihre letzte Ruhestätte im Kloster Stams, wohin schon seine Großeltern Jahrtage gestiftet hatten und auch begraben lagen.
1. Von Sigmunds Kindern heiratete die Amalie den Ulrich von Schlandersberg und die Veronika den Balthasar von Schellenberg zu Sulzberg.[10]
2. Den Sohn Philipp, der wegen seiner Meisterschaft im Spiel den Beinamen "der Spieler" erhielt, zog es zum Kriegsdienst. Nach der Auflösung der Liga von Cambrai ließ er sich als Oberst von den Franzosen anwerben. In der Schlacht von Ravenna verlor er 1512 sein Leben. Dasselbe Schicksal erlitt sein Bruder Hans-Sigmund, der als Malteserritter ebenfalls an dieser Schlacht teilnahm.
3. Ein dritter Bruder Friedrich war zunächst für den geistlichen Stand ausersehen. Er heiratete dann aber die Helena von Sengen,[11] die ihm die Hälfte der Herrschaft Kißlegg mit in die Ehe brachte. 1525 erwarb er von seiner Schwester Veronika Burg und Herrschaft Sulzberg, verkaufte aber diesen Besitz bereits ein Jahr danach an das Fürststift Kempten.[12]
4. Sigmunds Sohn Kaspar schließlich übernahm die Herrschaft Hopferau und machte Sigmund zum Stammvater der neuen Linie Freyberg-Eisenberg zu Hopferau.[13]

### Kaspar von Freyberg-Eisenberg zu Hopferau

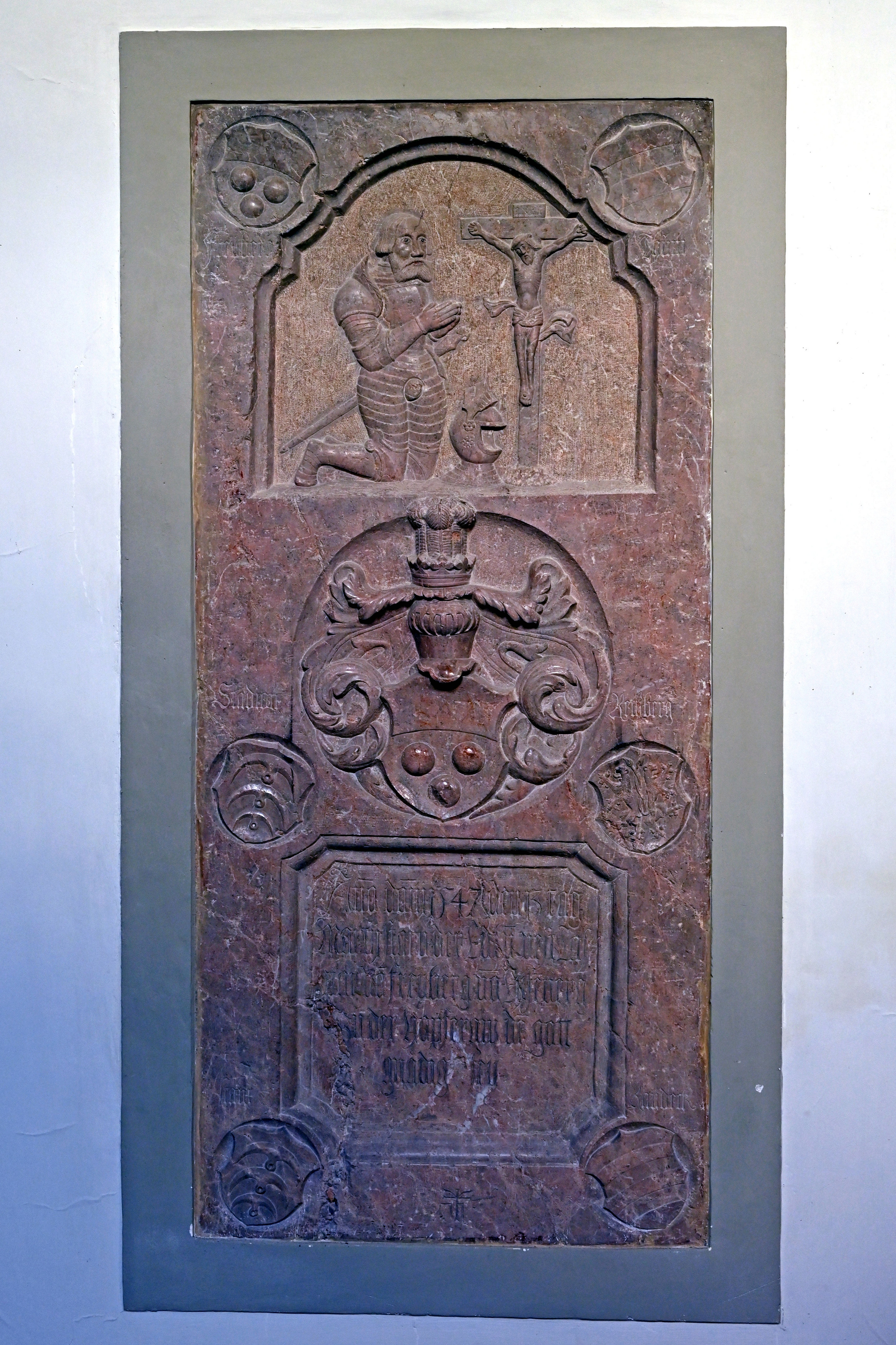
Epitaph für Kaspar von Freyberg-Eisenberg zu Hopferau in der St.-Anna-Kapelle in Füssen

Kaspar dürfte zwischen 1470 und 1480 zur Welt gekommen sein. Nach dem Tod des Vaters übernahm er die Herrschaft Hopferau. Als es wegen der Bezahlung des vom Vater verkauften "Kaiserhauses" in Kaufbeuren Probleme gab, handelte Kaspar 1505 einen neuen Zahlungsmodus aus, auch im Namen seiner Brüder, wie aus einem Schreiben der Innsbrucker Hofkammer hervorgeht.
Durch seine Eheschließung mit Agathe von Stadion kam Kaspar auch in den Besitz der Herrschaft Altheim und auch sonst besaß er Rechtstitel außerhalb seiner Herrschaft Hopferau. So hatte er von seinem Vater her einen Anteil am Schloss Eisenberg, den er 1532 an die Söhne Peters von Freyberg-Eisenberg zu Eisenberg verkaufte, und 1544 schloss er einen Vertrag mit Hans Dietrich zu Hohenegg wegen der Rechtsprechung in der Vogtei Sulzberg.
Nach der Familienchronik war Kaspar fürstlich-augsburgischer Pfleger zu Rötenberg, war also im Dienst des Augsburger Bischofs. Für die von seinem Vater errichtete Schlosskapelle stiftete er ein Kapital in Höhe von 65 fl, aus deren Ertrag ein Kaplan in Hopferau angestellt werden sollte.
Später scheint Kaspar seine religiöse Überzeugung geändert zu haben. So wird berichtet, dass er ein überzeugter Lutheraner gewesen sei, der in den Dienst Herzog Ulrichs von Württemberg trat und sich 1537 als Oberrat zu Blaubeuren findet. Seine letzte Ruhestätte fand Kaspar allerdings in der St.-Anna-Kapelle im Kloster St. Mang in Füssen. Das Epitaph verzeichnet als Sterbedatum den 13. März 1547.

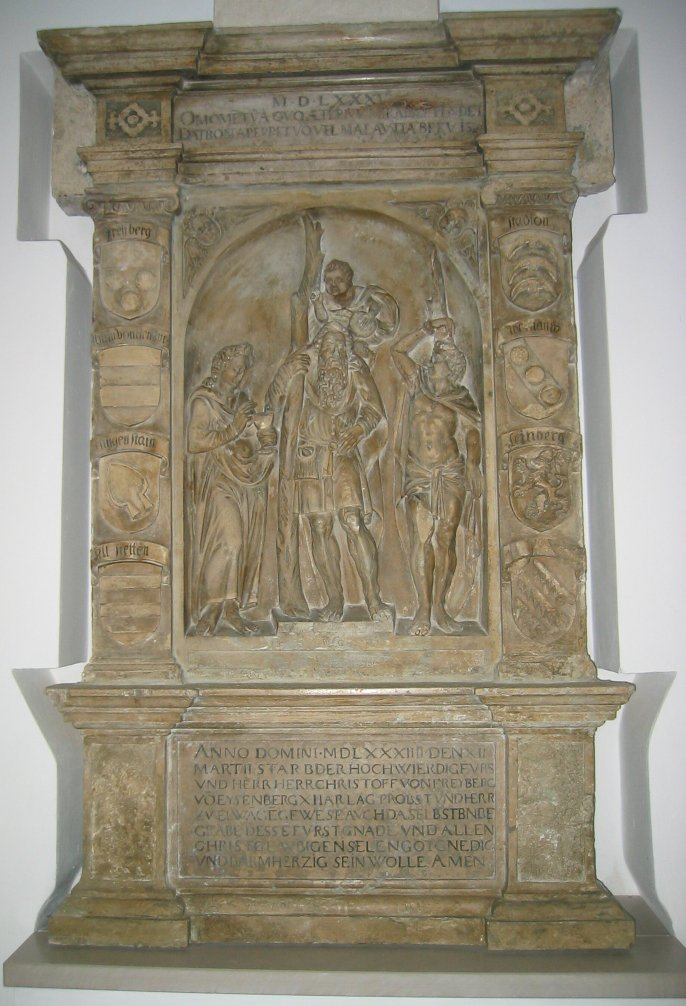
Epitaph für den Fürstpropst von Ellwangen Christoph von Freyberg-Eisenberg zu Hopferau, gest. 1584

Aus der Ehe mit Agathe von Stadion hatte Kaspar die Söhne Konrad, Christoph und Hans Sigmund, von seiner zweiten Frau Katharina von Reichberg die Söhne Paul und Hans sowie die Tochter Katharina (oder Barbara). 1548 haben alle Nachkommen eine Erbteilungsvertrag abgeschlossen. Danach wurden die Kinder aus zweiter Ehe mit 8000 fl ausgelöst.
1. Da diese Summe nicht gleich zur Verfügung stand, verpflichtete sich Hans Sigmund, der Hopferau und den halben Teil von Asch erhielt, den Zins in Höhe von 400 fl zu bezahlen.
2. Der Bruder Konrad bekam das Schloss Altheim samt Zugehörde. Weil er kinderlos starb, fiel sein Besitz wieder an die Hopferauer zurück.
3. Der dritte Bruder Christoph war Domherr zu Augsburg und später Fürstpropst von Ellwangen. Er hatte bereits ein "Benefizium" erhalten und verzichtete deshalb – außer im Notfall – auf seinen Drittteil. Er starb im Jahre 1584. An ihn erinnert ein Epitaph in der Pfarrkirche von Hopferau. Es trägt unten die Inschrift:

ANNO DOMINI MDLXXXIIII DEN XII

MARTII STARB DER HOCHWIERIG FVRS

VND HERR HERR CHRISTOFF VON FREYBERG

VO EYSENBERG XIIARLAG PROBST VND HERR

ZV ELWAGE GEWESTE AUCH DASELBSTN BE

GRABE DESSE FVRT GNADE VND ALLEN

CHRISTGLAUBIGEN SELEN GOT GNEDIG

VND BARMHERZIG SEIN WOLLE AMEN

### Hans Sigmund von Freyberg-Eisenberg zu Hopferau

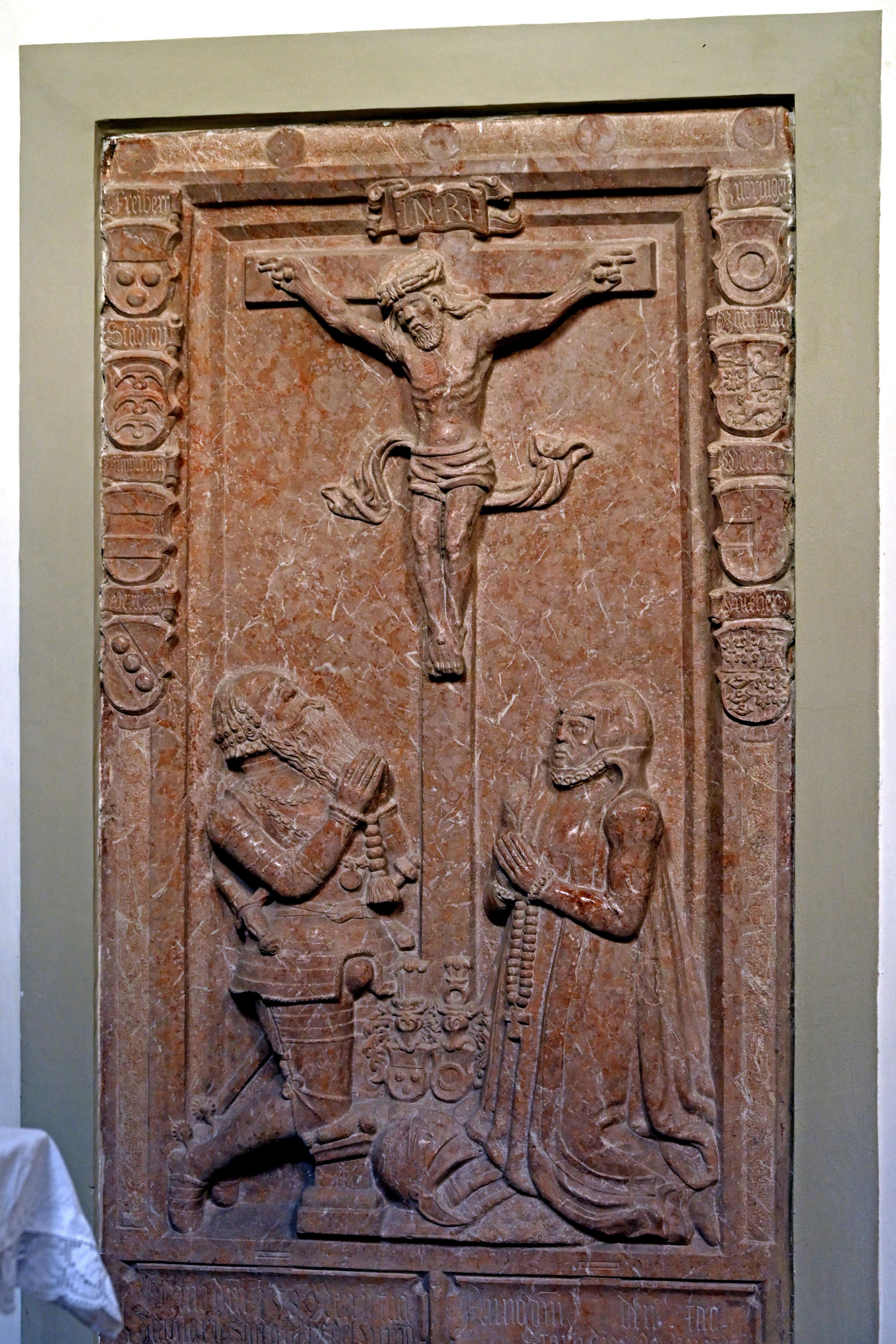
Epitaph für Hans Sigmund von Freyberg-Eisenberg zu Hopferau in der St.-Anna-Kapelle in Füssen

Bereits ein Jahr nach dem Tod des Vaters tritt Hans Sigmund als Herr in Hopferau auf. 1548 löst das Kloster St. Mang in Füssen den Hof in Niederried (bei Weißensee) wieder an sich, den es zuvor an den Vater Kaspar versetzt hatte.
Probleme bereiteten den Freybergern immer wieder die Bischöfe von Augsburg, die landesherrliche Rechte in den freybergischen Herrschaften für das Hochstift Augsburg beanspruchten. 1558 konnte Hans Sigmund einen Vertrag abschließen, in dem die niedere und hohe Gerichtsbarkeit in seiner Herrschaft geregelt wurde.
Wie sein Vater und Großvater ist Hans Sigmund in württembergische Dienste getreten. 1562 war er Rat von Herzog Christoph von Württemberg. 1564 schlichtete er in Dillingen einen Streit zwischen schwäbischen Adeligen wegen einer Beleidigung. Die weiteren urkundlichen Belege deuten an, dass sich Hans Sigmund vermehrt um die Verwaltung seiner Hopferauer Besitzung gekümmert hat. Um die ungezügelte Vermehrung von Bauerngütern zu verhindern und ihre Existenzgrundlage zu sichern, schloss Sigmund 1566 mit benachbarten Grundherren (Hochstift Augsburg, Herrschaften Freyberg-Eisenberg und Hohenfreyberg sowie Herrschaft Hohenegg) einen Vertrag, wonach u. a. in Lengenwang "auf ewige Zeiten" kein neues Bauerngut entstehen dürfe. 1567 ist er dann fürstlich-augsburgischer Rat und Pfleger zu Rettenberg. Das Amt hat er mindestens bis 1583 bekleidet.
Wie die Hochgerichtsbarkeit stand den Augsburger Bischöfen auch das Jagdrecht in den freyberger Herrschaften zu. 1568 gelang es aber Hans Sigmund, vom Hochstift Augsburg ein Mitjagdrecht in seinem Jagdbezirk zu bekommen.
Hans Sigmund starb im Jahre 1589 und hinterließ seiner Witwe Sybille von Knöringen sechs Söhne: Friedrich, Hans Walther, Konrad Sigmund, Johann Christoph, Wilhelm und Philipp.
1. Friedrich ehelichte 1582 die Anna von Humpis von Waltrams und bekleidete bis mindestens 1591 das Amt eines Stadtvogtes in Markdorf.[26] In diesem Jahr verlosten er und seine Brüder Hans Walther und Philipp das Erbe, das ihnen nach dem Tod des Vaters und des kinderlosen Onkels Konrad von Freyberg (in Altheim) zugefallen war. Friedrich erhielt dabei das auf 43.305 fl veranschlagte Gut Altheim[27] und nannte sich nun von Freyberg-Eisenberg zu Altheim. Friedrichs Schwiegervater Hans Konrad von Humpis von Waltrams vermachte nach dem Tod seines einzigen Sohnes den Kindern seiner Tochter Anna und des Schwiegersohnes Friedrich einen beträchtlichen Besitz. Der älteste Sohn Konrad Sigmund (von Freyberg-Eisenberg zu Altheim) erhielt Schloss und Herrschaft Wellendingen, der mittlere Kaspar Ferdinand den Sitz Worndorf und Hans Friedrich als jüngster Sohn eine Behausung in Radolfzell sowie Schuldverschreibungen.

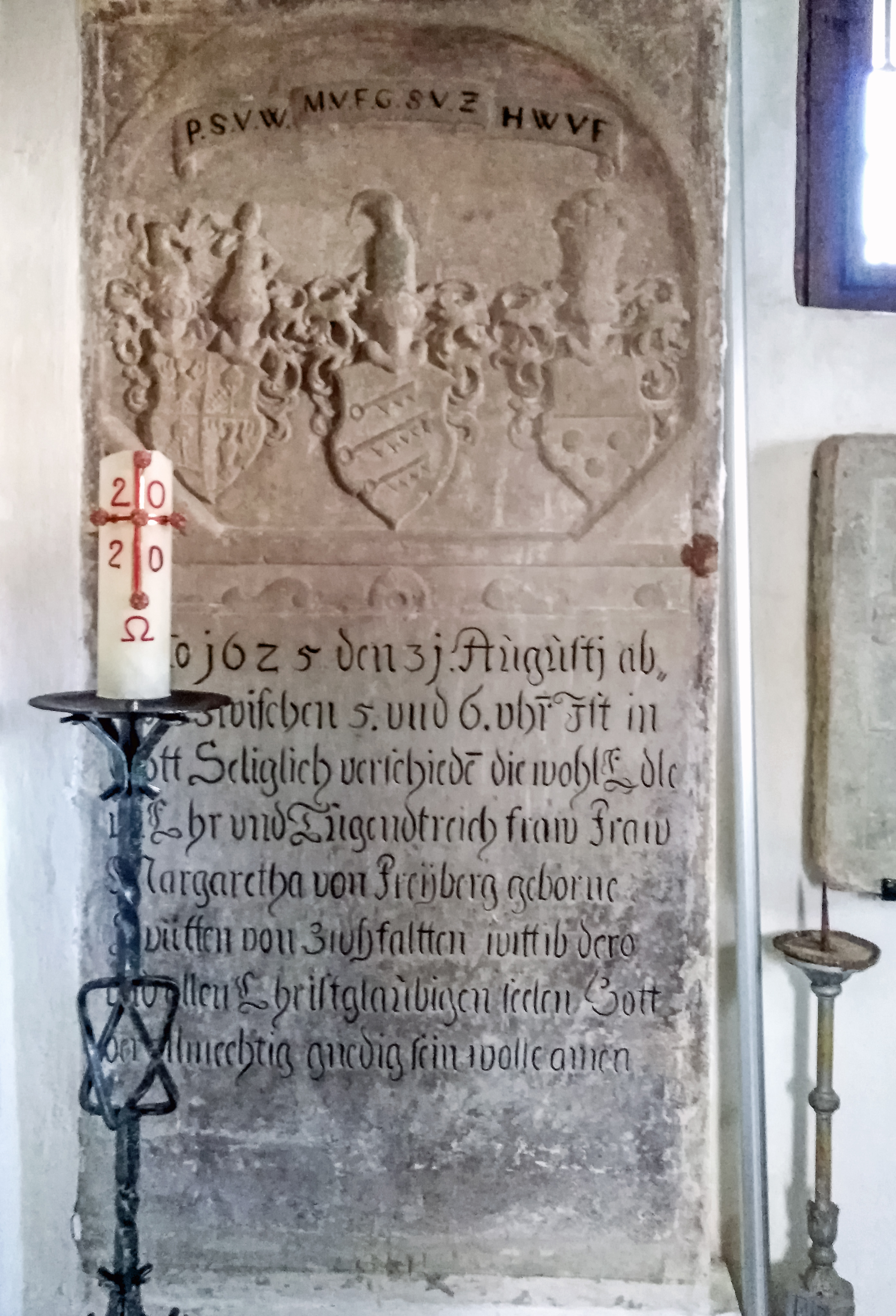
Epitaph der Margaretha von Freyberg geb. Speth/Späth von Zwiefalten - St. Laurentius Allmendingen, Alb-Donau-Kreis

2. Hans Walther verheiratete sich 1581 mit Veronika von Rechberg zu Hochenrechberg[28] und nach ihrem Tod, 1590, noch mit Margarethe Späth von Zwiefalten Epitaph der Margaretha von Freyberg geb. Speth/Späth von Zwiefalten - St. Laurentius Allmendingen, Alb-Donau-Kreis Bei der Aufteilung des Familienbesitzes unter den Brüdern erhielt er die Herrschaft Asch, die auf nur 19.375 fl veranschlagt war. Eine größere Summe, die er anscheinend als Ausgleichszahlung bekam, legte er 1582 beim Fürststift Kempten an.[29] Hans Walther bekleidete bis etwa 1590 das Amt eines fürstpröpstlichen Stadtvogtes in Ellwangen und widmete sich dann der Verwaltung der Herrschaft Altheim, die sein verstorbener Bruder Friedrich hinterlassen hatte. 1593 kauften Hans Walther und der Bruder Konrad Sigmund von der Stadt Ehingen die Herrschaft Allmendingen, die ihnen "als guten catholischen Leuten" um 70.000 fl überlassen wurde.[30] Hans Walther starb am 14. September 1607. Nach dem Tod seines kinderlosen Sohnes Hans Wolf, 1637, fiel die Herrschaft Allmendingen an seinen Vetter Kaspar Ferdinand von Freyberg-Eisenberg zu Worndorf.[31]
3. Konrad Sigmund, um 1557 geboren, hatte bei der Erbteilung statt Gütern eine Ausgleichszahlung in Höhe von 15.003 fl erhalten. Er verehelichte sich mit Felizitas von Rechberg zu Hohenrechberg[32] und lebte zunächst in einem Haus in Ehingen, das aus dem Erbe der Anna von Freyberg, Ehefrau des Hans Pankraz von Freyberg zu Neuensteußlingen und Laupheim, stammte.[33] 1592 erwirkte er vom Rat der Stadt Ehingen die Erlaubnis, dieses Haus in der Nähe des Rathauses erweitern zu dürfen. Spätestens 1608 setzte er seinem Namen den Zusatz "zu Asch" hinzu.[34] Offenbar hat er die Herrschaft Asch vom Bruder Hans Walther übernommen, nachdem dieser (zusammen mit ihm!) die Herrschaft Allmendingen gekauft hatte. Konrad Sigmund starb in Hopferau, sein Totenschild in der St.-Anna-Kapelle in Füssen trägt die Inschrift: ANNO 1618 STARB DER WOL EDEL CONRADT SIGMUNDT VON FREJBERG VOM EISENBERG ZUR ASCH DEN 3. TAG APRILI SEINES ALTERS 61 JAR DEM GOTT GNAD – Von den Kindern des Konrad Sigmund heiratete die Tochter Eva den Bernhard von Hohenegg, der Sohn Wolfgang wurde Chorherr in Ellwangen und Hans Sigmund heiratete eine Barbara von Neuhausen. Deren Sohn Julius Christoph wird 1631 als "von Freyberg-Eisenberg zu Asch" bezeichnet, hat aber bei der Verteilung des Erbes seines Großonkels Philipp durch das Los auch die Herrschaft Hopferau bekommen.[35]
4. Wilhelm erhielt bei der Erbteilung seinen Anteil ebenfalls in Geld ausbezahlt. Dieses lieh er anscheinend wie der Bruder Hans Walther dem Fürststift Kempten. Wilhelm nahm seinen Sitz in Zweifelsberg, heute ein Weiler von Mittelbiberach. Es ist nicht bekannt, wie das Gut in freybergische Hand kam. 1617 ließ der kinderlose Wilhelm ein Testament aufnehmen, in dem er seine nächsten Verwandten mit Legaten bedachte. Das Gut Zweifelsberg sollte an den Bruder Konrad Sigmund (in Asch) fallen.[36] 1626 verfasste Wilhelm ein weiteres Testament, worin er festlegte, dass Zweifelsberg nicht aufgeteilt werden dürfe, sondern unter den Erben verlost werden müsse. Nachdem Wilhelm in "seiner langen und schweren Krankheit" von Anna Maria von Schad gut versorgt worden ist, vermachte er ihr noch 1000 fl.[37] Bald danach muss er gestorben sein. Angeblich haben seine Erben das Gut Zweifelsberg schon 1628 an Euphrosine von Ulm, geb. Schad verkauft. Dadurch sei es mit der Herrschaft Mittelbiberach verbunden worden.[38] Tatsächlich ist Zweifelsberg aber wohl erst nach 1646 verkauft worden, denn in diesem Jahr starb hier Sigmund Friedrich aus der Linie Hopferau-Wellendingen (siehe unten!).
5. Johann Christoph von Freyberg-Eisenberg wurde wie sein gleichnamiger Onkel Fürstpropst von Ellwangen.
6. Die Liste der Inhaber des Gutes Hopferau wird durch den Sohn Philipp fortgesetzt.

### Philipp von Freyberg-Eisenberg zu Hopferau

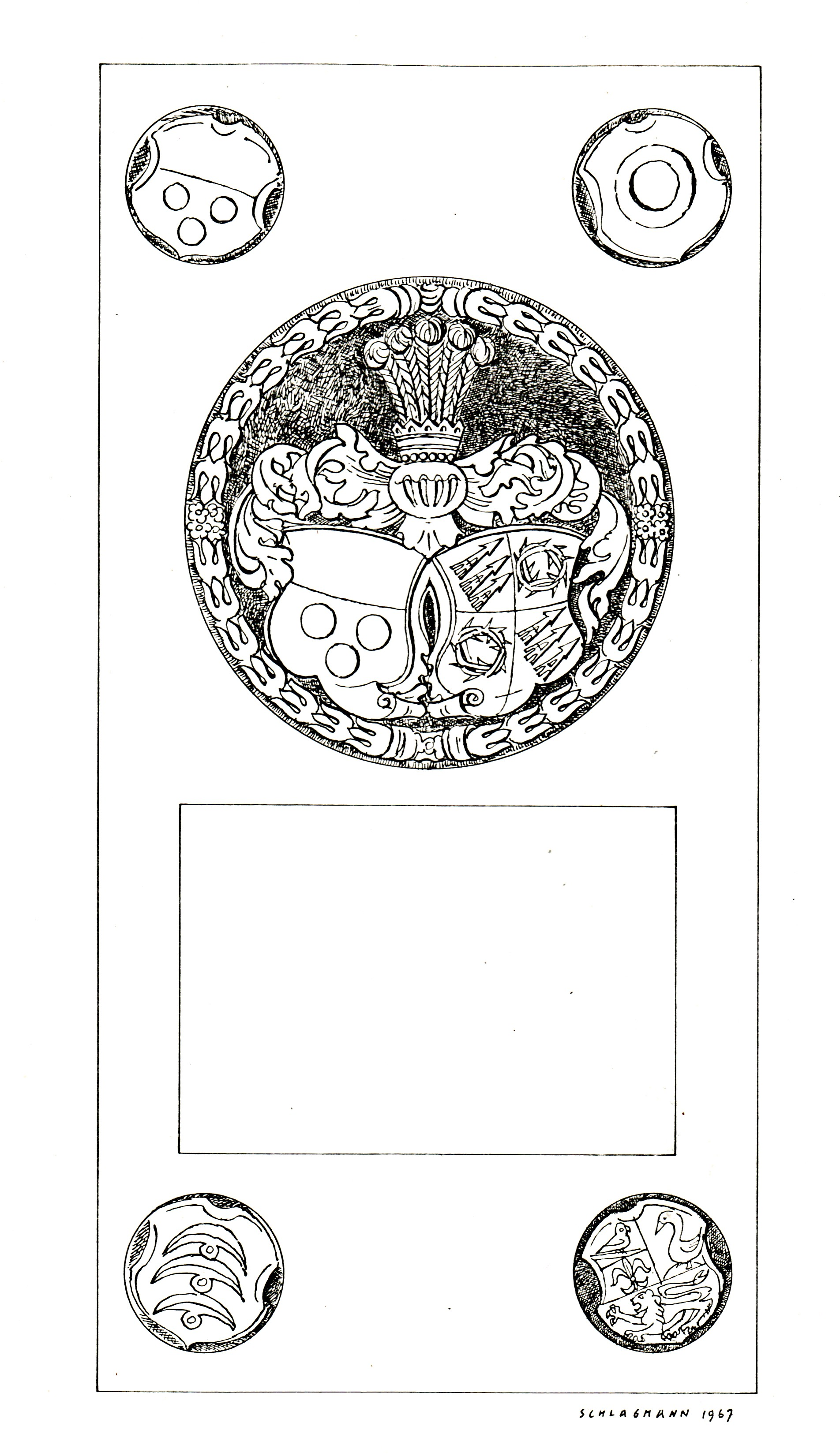
Epitaph des Philipp von Freyberg-Eisenberg zu Hopferau in der St.-Anna-Kapelle in Füssen

Bei der Verteilung des umfangreichen Besitzes von Hans Sigmund von Freyberg-Eisenberg zu Hopferau hat sein Sohn Philipp das Kernstück Hopferau empfangen. Das Gut wurde mit 38.205 fl bewertet. Zum Zeitpunkt der Erbteilung, 1591, waren Philipps Brüder Hans Walther, Konrad Sigmund und Friedrich bereits verheiratet, denn für sie hatten die Eltern die Hochzeitsfeierlichkeiten ausgerichtet. Dafür wurden nun ihre "jüngeren" Geschwister mit jeweils 1200 fl entschädigt. Die Heirat des Philipp mit Barbara von Horben, eine Tochter des Burgauer Landvogts Dietrich von Horben, fand demnach erst nach 1591 statt. Philipp wurde 1591 auch verpflichtet, die vom Großvater Kaspar gestiftete Kaplanei in der Schlosskapelle Hopferau mit einem Geistlichen zu besetzen. Weil die Stiftung dafür aber "bei diesen teueren Zeiten" zu wenig Zinsen abwarf, erhöhten die Erben das Kapital mit 2000 fl aus dem noch unverteilten Besitz.
1621, da war Philipp erst zwischen 50 und 60 Jahre alt, ließ er sein Testament aufschreiben. Weil er keine eigenen Kinder hatte, setzte er seine noch lebenden Brüder und deren Kinder als Haupterben ein. Die Herrschaft Hopferau solle an den Bruder Wilhelm fallen. Wenn der sie nicht haben will, muss sie unter den männlichen Mitgliedern ausgelost werden. Der Wert darf dabei nicht höher als mit 50.000 fl angeschlagen werden. Der jeweilige Besitzer muss dem Hopferauer Kaplan jährlich 150 fl reichen und Brennholz in das Kaplanhaus liefern. Dafür muss der Geistliche am Mittwoch, Freitag und Samstag sowie an allen Sonn- und Feiertagen die Messe lesen. Philipp starb im Jahre 1631 und wurde, wie er verfügt hatte, in der St.-Anna-Kapelle in Füssen begraben.

### Christoph Julius von Freyberg-Eisenberg zu Asch und Hopferau
Wilhelm von Freyberg-Eisenberg zu Zweifelsberg, der als Nachfolger in Hopferau ausersehen war, starb schon vor dem Eintreten des Erbfalles. Es trat deshalb die Klausel im Testament von Philipp in Kraft, wonach der neue Besitzer durch Losentscheid ermittelt werden musste. Den Zuschlag erhielt dabei im Oktober 1631 Christoph Julius von Freyberg-Eisenberg zu Asch. Er war der Sohn von Philipps Neffen Hans Sigmund Freyberg-Eisenberg zu Asch. Das Gut Hopferau wurde mit 71.186 fl bewertet, wovon den vier Erben aber nur 50.390 fl blieben, weil die Herrschaft verschuldet war. Das Kapital wurde in vier gleiche Portionen geteilt. Außerdem war noch eine Erbschaft des Ellwanger Propstes Hans Christoph in Höhe von 54.000 fl vorhanden, aus denen drei Teile gemacht wurden, weil Konrad Sigmund (Wellendingen) und Kaspar Ferdinand (Altheim/Worndorf) davon einen Teil je zur Hälfte erhielten. Vom gesamten Nachlass in Höhe von 104.390 fl erhielten somit je 21.597 fl 30 kr Konrad Sigmund (Wellendingen) und Kaspar Ferdinand (Altheim/Worndorf) und je 30.597 fl 30 kr Hans Wolf (Allmendingen) und Christoph Julius (Hopferau/Asch).
Im Dezember 1631 nahm Christoph Julius die Huldigung der Hopferauer Untertanen entgegen, doch konnte er sich nicht lange seines Besitzes erfreuen. Ende 1634 muss er ernstlich erkrankt sein, denn er verfasste da ein Testament zu Gunsten seiner Mutter bzw. einer Base von ihm. Falls sie als Erben nicht in Frage kämen, sollte die Herrschaft Asch an die Jesuiten in Landsberg fallen und die Herrschaft Hopferau an Albrecht Ernst von Freyberg-Eisenberg zu Altheim, ein Vetter 2. Grades. Bald danach ist Christoph Julius gestorben.

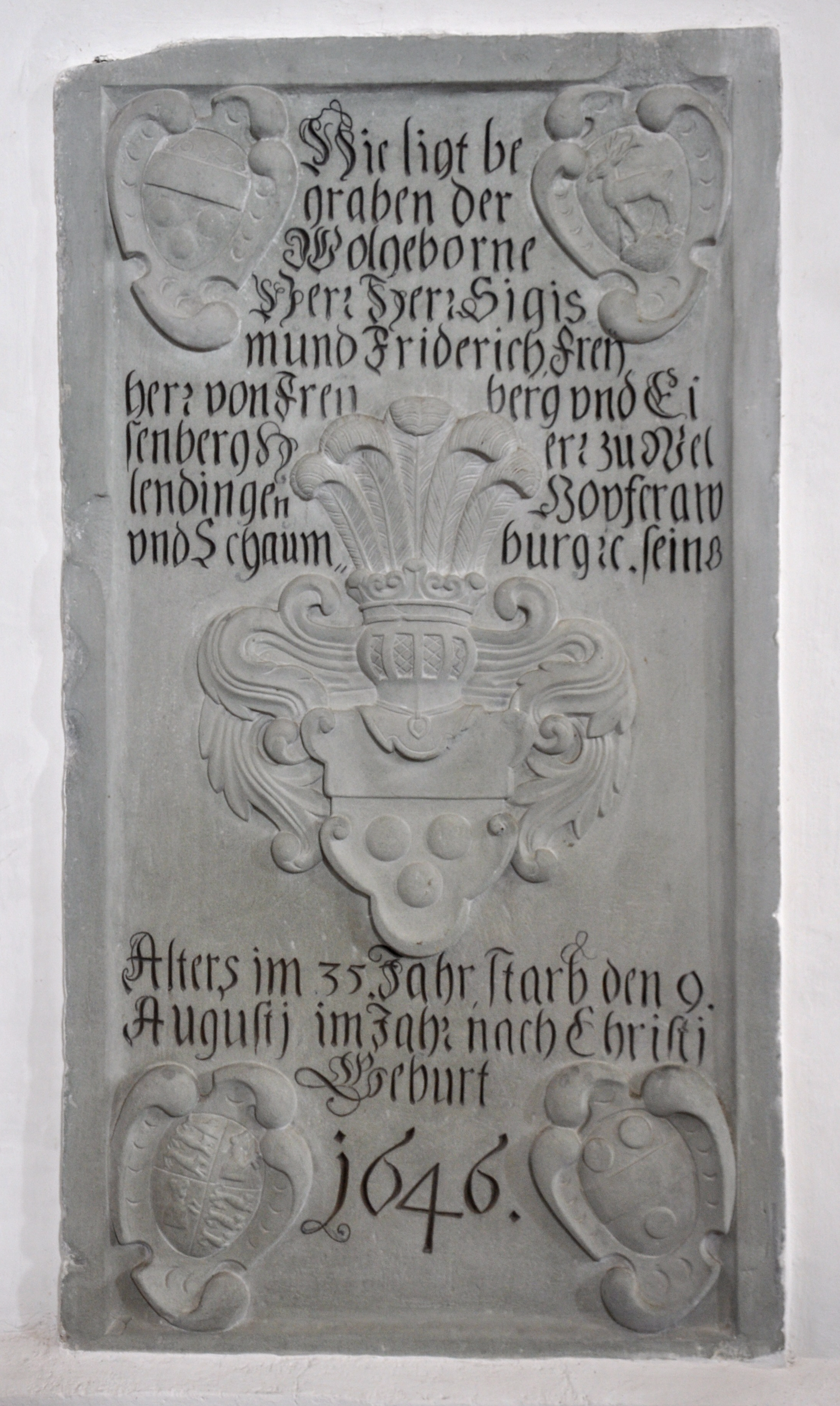
Epitaph für Sigmund Friedrich von Freyberg-Eisenberg, gest. 1646

### Sigmund Friedrich von Freyberg-Eisenberg zu Wellendingen und Hopferau
In Erfüllung des Letzten Willens von Christoph Julius übernahm 1636 Kaspar Ferdinand von Freyberg-Eisenberg zu Altheim das Gut Hopferau. Er war der Vater des Albrecht Ernst, dem das Erbe eigentlich zugedacht war. 1640 aber schloss Kaspar Ferdinand mit seinem Bruder Konrad Sigmund einen Vergleich wegen etlicher Dorfschaften, wobei Hopferau an den Bruder ging. Der aber überließ die Herrschaft sofort seinem Sohn Sigmund Friedrich. Am 13. Juni 1640 haben die Untertanen ihrem neuen Herrn gehuldigt. Sigmund Friedrich besaß offenbar auch die (kleine) Herrschaft Zweifelsberg bei Amtzell, wo er wohl auch lebte. Er wurde nur 35 Jahre alt und starb am 9. August 1646. Sein Epitaph befindet sich in der Wallfahrtskirche zu Pfärrich, die Zweifelsberg benachbart ist. Seine Frau Maria Franziska, eine geborene von Falkenstein, ist sicher dann nach Hopferau gezogen. Sie starb hier am 30. Mai 1688 im Alter von 73 Jahren und wurde in der Schlosskapelle begraben.

### Franz von Freyberg-Eisenberg zu Hopferau
Nach dem frühen Tod des Sigmund Friedrich kam es 1653 zu einem Erbteilungsvertrag zwischen seinen Brüdern Christoph Wilhelm (in Wellendingen) und Franz von Freyberg-Eisenberg. Dabei wurde die Herrschaft Hopferau dem Franz und den unmündigen Kindern des verstorbenen Sigmund Friedrich zu gleichen Teilen zugewiesen. Der Wert des Gutes wird damals mit 45.337 fl angegeben, wobei allerdings 11.337 fl Passivschulden waren. Der Dreißigjährige Krieg hat offenbar auch in Hopferau seine Spuren hinterlassen. Dem Franz und seinen unmündigen Neffen und Nichten wurden in Hopferau teils einträgliche, teils ruinierte Güter, wo man nicht weiß, ob sie wieder nützen werden, zugeteilt.
Franz war kurfürstlich-bayerischer Kämmerer und später, 1671, fürstlich-augsburgischer Hofratspräsident in Dillingen. Dort hat er 1653 ein Haus erworben, das erst nach seinem Tod 1673 verkauft wurde. Franz hat demnach nicht in Hopferau gelebt. Seinen Anteil an der Herrschaft überließ er bestandsweise dem Franz von Hohenegg zu Vils.
Franz von Freyberg-Eisenberg war ein Vetter des Augsburger Bischofs Johann Christoph von Freyberg. Dieser hat die Reichsherrschaft Justingen dazugekauft und, damit der Familienbesitz nicht zerfallen konnte, 1670 ein Fideikommiss gegründet. Diesem Vertrag traten Christoph Wilhelm von Freyberg, Franz von Freyberg, Hans Dietrich von Freyberg sowie er selbst bei und betraf die Herrschaften Wellendingen, Hopferau, Altheim, Allmendingen, Justingen, Eisenberg, Hürbel und Raunau. Diese Güter durften ohne Einverständnis der anderen nicht verkauft und nur bis zu einem bestimmten Maximum verschuldet werden. Erbberechtigte Töchter wurden ausbezahlt, so dass die Nachfolge in der männlichen Linie gesichert war. Falls eine der Linien Hopferau – Wellendingen – Allmendingen einerseits oder Raunau – Hürbel – Haldenwang andererseits aussterben würde, sollten sie sich gegenseitig beerben.

### Johann Sigmund von Freyberg-Eisenberg zu Hopferau
Nach dem Tode des kinderlosen Franz übernahm sein Neffe Johann Sigmund auch den Anteil des Onkels an der Herrschaft Hopferau. 1670 verheiratete sich Johann Sigmund mit Adelheid von Gemmingen, die ihm 3000 fl mit in die Ehe brachte. Am 3. Oktober 1673 haben ihm die Hopferauer Untertanen gehuldigt. Johann Sigmund bekleidete hohe öffentliche Ämter (1671 Reichsritterschaftsdirektor, 1673 Kämmerer des bayerischen Kurfürsten und augsburgischer Rat und Präsident in Dillingen.) Am 5. Oktober 1690 ist er gestorben und wurde in Hopferau begraben. Nach der Familienchronik hatte er elf Kinder, darunter den Sohn Johann Anton, der später Bischof von Eichstätt wurde.

### Bonaventura Ignaz Veit von Freyberg-Eisenberg zu Hopferau
Die Herrschaft Hopferau übernahm Johann Antons jüngerer Bruder, der am 15. Juni 1678 zur Welt gekommen und auf den Namen Bonaventura Ignaz Veit getauft worden war. Die Huldigung seiner Untertanen erfolgte am 27. Juni 1707. In den Dokumenten wird sein Rufname bisweilen mit Ignaz, aber auch mit Veit wiedergegeben. Im Jahre 1702 kam es zu einem Heiratsprojekt mit einer von Wanscheid, das sich aber zerschlug. Vier Jahre später schloss Ignaz Veit einen Abfindungsvertrag mit seinem Bruder Sebastian Ludwig, der dabei 4500 fl erhielt. Die relativ niedrige Summe deutet an, dass es den Hopferauer Freybergern finanziell nicht gut ging. Auch die Höhe der Heimsteuer, die Maria Franziska von Ulm dem Ignaz Veit in die Ehe brachte, hielt sich mit 3000 fl in Grenzen. Aus dem Jahr 1708 hat sich ein Schreiben an den Hopferauer Baron erhalten, in dem er dringend aufgefordert wird, eine Schuld in Höhe von 258 fl zu begleichen. Für dieses Kapital hatte Ignaz Veit nicht einmal die Zinsen bezahlt. Um den finanziellen Ruin abzuwenden, musste Ignaz Veit 1709 die halbe Herrschaft Hopferau an Rudolf Dietrich und Marx Albrecht von Freyberg-Eisenberg auf Landstrost, Offingen und Wäschenbeuren abtreten. Die beiden waren Söhne des Hans Dietrich von Freyberg-Eisenberg zu Raunau. Aber auch der Verkauf brachte keine Sanierung der Finanzen. 1739 überließ Ignaz Veit, der inzwischen auf Grund der Bestimmungen des Fideikommisses unter Administration stand, seinen halben Anteil an Hopferau dem Sohn Joseph Karl. Offenbar war Ignaz Veit an der Misere nicht ganz schuldlos, weil ihm nun nur noch 500 fl jährlich eingeräumt wurden. Am 22. Juni 1742 ist er gestorben.

### Joseph Karl von Freyberg-Eisenberg zu Hopferau
Am 13. Mai 1716 wurde dem Veit Ignaz ein Sohn geboren, der die Vornamen Rupert Georg Sigmund Leopold Joseph Karl erhielt. Während sein Vater anscheinend nie eine berufliche Tätigkeit zur Verbesserung seines Einkommens ausübte, erhielt Joseph Karl Ämter bei seinem Onkel, dem Eichstätter Bischof Johann Anton. Joseph Karl wurde sein Geheimer Rat (consilarius intimus) und sein Oberamtmann (supremus praefectus) in Hirschberg.
Nach dem Tod des Vaters stellte er sich am 30. Juli 1742 den Hopferauern als neuer Herr vor. Er war seit 1739 verheiratet mit der Gräfin Maria Josepha von Muggenthal, doch währte die Ehe nicht lange. Falls Joseph Karl tatsächlich als Pate bei der Taufe eines Kindes des Schradener Wirtes Franz Singer am 14. Januar 1743 persönlich anwesend war, dann muss ihn ein plötzlicher Tod getroffen haben. Nur acht Tage danach, am 22. Januar 1743, ist er – erst 27-jährig – gestorben und in Hopferau begraben worden.

### Johann Anton von Freyberg-Eisenberg zu Hopferau
Joseph Karls einziger Sohn hieß Johann Anton. Er kam am 19. Mai 1740 zur Welt und war beim Ableben seines Vaters nicht einmal drei Jahre alt. 1757 – noch minderjährig – gelangte er nach dem Tode seines Onkels, des Eichstätter Bischofs Johann Anton, in den Besitzes eines vom Onkel gestifteten freybergischen Familienfideikommisses. Es betrug damals nach Abzug aller anderen Legate noch über 100.000 fl. Johann Anton, der Neffe, heiratete 1766 die Maria Franziska Schenk von Stauffenberg und hatte mit ihr vier Töchter. Wie der Vater begab er sich in fürstbischöflich-eichstättische Dienste und bekleidete da die Ämter eines Geheimrates und eines Oberstjägers sowie Oberstforstmeisters. Mit seinem Ableben am 1. Dezember 1806 erlosch die Linie Freyberg-Eisenberg zu Hopferau im Mannesstamm.

## Auflösung der Herrschaft
Weil Johann Antons Töchter nach den Bestimmungen des Fideikommisses ausbezahlt werden mussten, kam Hopferau an die Agnaten der Seitenlinie Freyberg-Eisenberg zu Wellendingen. Ihr Erbe betraf aber nicht die hoheitlichen Rechte, die die Freyberger bisher gegenüber dem Hochstift Augsburg beansprucht und zum Teil auch ausgeübt hatten. 1803 war nämlich die Herrschaft Hopferau zusammen mit dem Hochstift Augsburg an das Kurfürstentum Bayern gekommen, das Hopferau vom Landgericht Füssen verwalten ließ.
Nur ein unbedeutendes Patrimonialgericht II. Klasse blieb zunächst noch den neuen Herren von Hopferau in Wellendingen, außerdem das Schloss und eigene Güter. Dieser Besitz fiel zunächst an Nikolaus Christoph von Freyberg-Eisenberg zu Wellendingen und Worndorf. Aber er vermachte die Güter in Hopferau den Kindern seines Bruders Thaddäus, nämlich Albertine und Pauline von Freyberg-Eisenberg zu Wellendingen. Die beiden Damen verkauften ihren Hopferauer Besitz 1838 an den Postexpeditor Kolb in Füssen.